# Геміле

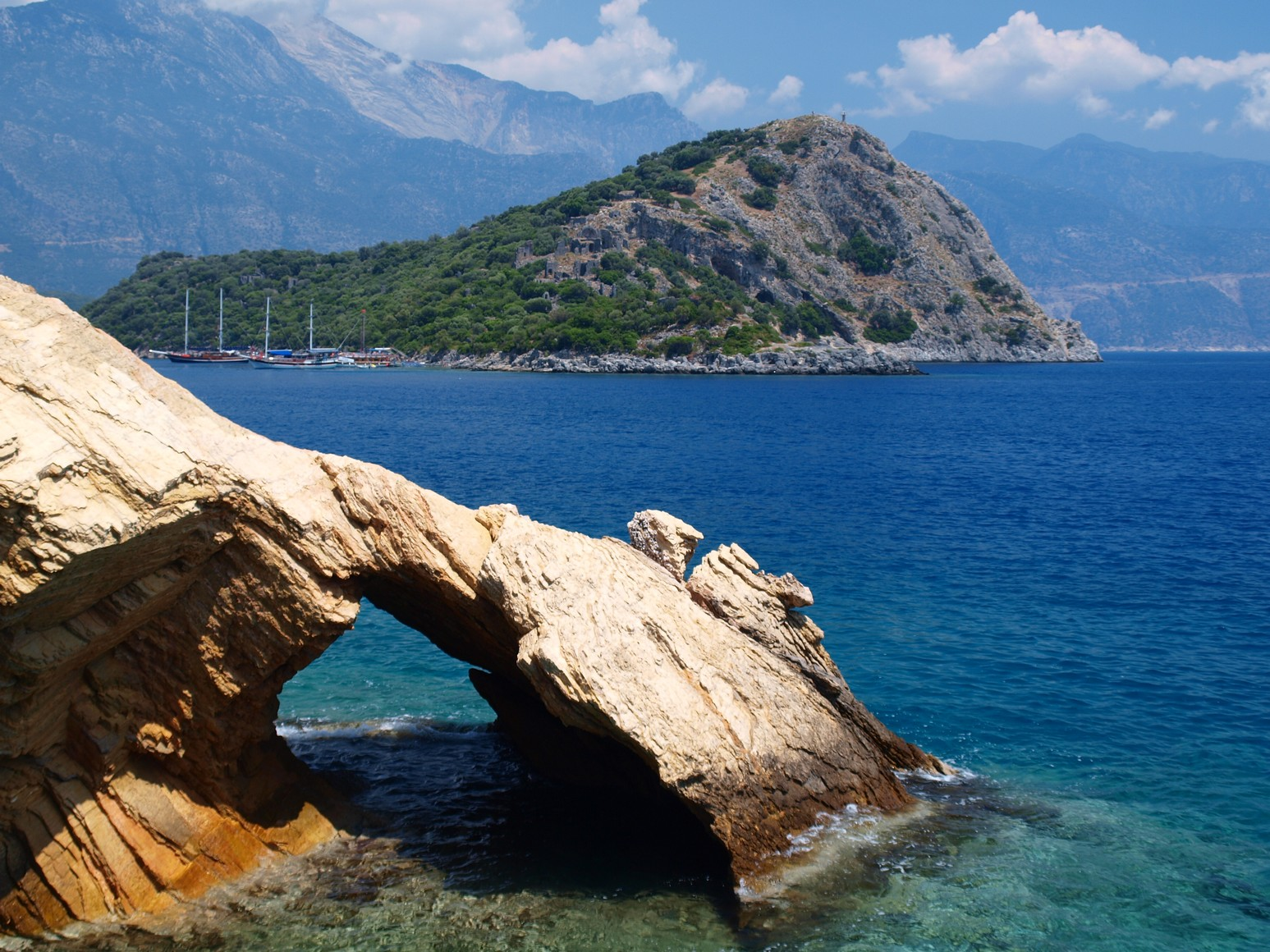
Острів Геміле з материка

Геміле  (тур. Gemile) — острів біля узбережжя Туреччини неподалік від міста Фетхіє. На острові є декілька руїн церков і будівель, побудованих між IV і VI століттями. Археологи припускають, що острів може бути місцем первісного поховання святого Миколая Мирлікійського.

## Географія
Невеликий острів розташований приблизно за 9 км на південь від Фетхіє, всього за 200 метрів від турецького узбережжя. Це безлюдний скелястий острівець. На подовженому північному узбережжі знаходиться невелика пристань. Решта берегова лінія є скелястою і уривистою.

## Туристичні пам'ятки
Візантійські руїни п'яти церков, побудованих між IV і VI століттями, пов'язані 350-метровим маршрутом.. Крім церков на острові також знаходяться руїни близько 40 будівель та 50 християнських могил. Одна з церков була вирубана прямо в скелі на найвищій точці острова, на початок ХХІ сторіччя можна розгледіти фрески і мозаїки цієї церкви.
Археологи припускають, що острів міг бути місцем первісного поховання Святого Миколая . Турецьке назва Gemiler Adası в перекладі означає «Острів кораблів», що може вказувати на Святого Миколая, що вважається покровителем моряків. Вже в середні століття цей острів був відомий серед мореплавців як Острів Святого Миколая . Фахівці вважають, що Микола міг бути похований у вирубаній в скелі церкви. Його ім'я неодноразово зустрічається на стінах храму. Імовірно, мощі святого пролежали в церкві до 650-х років, коли через наближення арабських флотів їх перенесли в місто Мира, розташованого приблизно за 25 км на схід.
Острів відвідує багато туристичних човнів, що в більшості своїй виходять з Олюденіза. На пристані можуть швартуватися також приватні яхти. Влітку на острові діє невеликий ресторан.